# ARexx
ARexx – implementacja języka REXX na platformę Amiga napisana w 1987 roku przez Williama S. Hawesa. ARexx, jak większość implementacji języka REXX, jest językiem interpretowanym. Posiada dodatkowe możliwości związane ze specyfiką platformy Amiga.

## Historia
ARexx utworzony został w 1987 roku przez Williama S. Hawesa. Bazuje na języku REXX opisanym przez Mike'a Cowlishawa w książce The REXX Language: A Practical Approach to Programming. ARexx był częścią systemu AmigaOS 2.0 utworzonego przez Commodore w 1990 roku.